# Escola Àngel Guimerà
L'Escola Àngel Guimerà de Balaguer és un edifici escolar, obra de l'arquitecte Ignasi de Villalonga i Casañes. L'edifici fou construït als anys vint del segle xx, i presenta una arquitectura d'estil noucentista, buscant la simetria i la racionalitat, i incorporant elements de l'arquitectura clàssica com són les columnes, el timpà i el frontó.
Com bona part de les escoles d'Ignasi de Villalonga, segueixen el model de grup escolar que havia proliferat a Catalunya durant el període de la Mancomunitat i es generalitzarà durant la Segona República, amb l'objectiu que les escoles tinguin unes òptimes condicions higièniques, per la qual cosa es construeixen aïllades de qualsevol altre edifici, amb uns semi-sòtans per tal de combatre les humitats, i amb bona il·luminació i ventilació.

## Construcció de l'escola, l'escola durant la República
L'any 1919 l'Ajuntament de Balaguer encarrega un primer projecte de construcció d'una escola pública a l'arquitecte municipal Ignasi de Villalonga. Tot i això, el projecte no tira endavant, de manera que sis anys més tard, el mateix arquitecte és l'encarregat d'escriure un nou projecte, datat de 1926. En aquest cas sí que es pot dur a terme, i el dia 5 d'abril de l'any 1927 es col·loca la primera pedra de l'escola en un acte presidit pel bisbe d'Urgell Mn. Justí Guitart i Vilardebò (1920- 1940).
Sembla que el 19 de setembre del 1928 el general Primo de Rivera visità les obres de l'escola. Tot i que la construcció de l'edifici s'acaba el 1929, diferents mancances i traves administratives impedeixen la inauguració de l'escola durant dos anys, i finalment el centre escolar s'inaugura l'any 1931 en el marc de la Generalitat de Catalunya republicana, amb el nom d'Escoles del Poble, en un acte multitudinari.

## L'escola durant la dictadura
Durant la Guerra Civil aquest edifici va patir grans desperfectes, que foren reparats en anys posteriors. Aquells anys l'escola es va convertir en hospital de ferits de guerra. Posteriorment, una part de l'edifici va funcionar com a escola, amb el nom de Grupo Escolar Primo de Rivera, i l'altra era un quarter militar. És en aquesta època quan l'escola pateix les majors mancances, tant de material escolar com de personal docent.
Com a curiositats de l'època cal destacar que els nens i nenes a l'hora del pati no es podien barrejar i hi havia una ratlla al pati per separar-los. És també en aquesta època que es fa distribució entre els alumnes d'un complement alimentari: un got de llet en pols per a cada alumne a l'hora del pati i un tros de formatge a la tarda. Això es feia a tot Espanya i era una donació que feien els Estats Units.

## L'escola durant el període autonòmic
A la dècada dels anys 80 la llengua catalana es comença a fer un forat dins l'ensenyament així entre el 1982-1983 hi ha una normalització de l'ús de les llengües oficials, aplicant la “ Llei de Normalització Lingüística de 18 d'abril de 1983”. L'any 1989 l'escola deixa de portar el nom del dictador Primo de Rivera, i adopta el nom del dramaturg que dona nom al carrer on està ubicada, passant-se a dir Col·legi Públic Àngel Guimerà, que és el nom actual.
La història recent de l'escola també ens mostra els canvis que es produeixen: augment d'alumnes d'ètnia gitana i la baixa d'alumnes no gitanos, augment de matriculacions entre els magrebins i subsaharauïs i les últimes obres de remodelació que han suposat millores importants en la façana de l'edifici i en l'interior.
Actualment l'escola consta de 25 mestres i professors i 192 alumnes.
El fet de ser l'única escola pública de la nostra ciutat durant molts anys ha suposat que la majoria de balaguerins i balaguerines passessin per les seves aules.